# Huraba II
Huraba II is een bestuurslaag in het regentschap Mandailing Natal van de provincie Noord-Sumatra, Indonesië. Huraba II telt 1709 inwoners (volkstelling 2010).